# Gustaf Blomgren
Gustaf Blomgren (Gotemburgo, Suecia, 24 de diciembre de 1887-ídem, 25 de julio de 1959) fue un clavadista o saltador de trampolín sueco especializado en los saltos desde la plataforma de 10 metros, donde consiguió ser medallista de bronce olímpico en 1912.

## Carrera deportiva
En los Juegos Olímpicos de 1912 celebrados en Amberes (Bélgica) ganó la medalla de bronce en los saltos desde la plataforma de 10 metros, con una puntuación de 69 puntos, tras su compatriota sueco Erik Adlerz  (oro con 73 puntos) y el alemán Albert Zürner (plata con 72 puntos).